# 约翰·迪林杰
约翰·赫伯特·迪林杰（John Herbert Dillinger，1903年6月22日—1934年7月22日），是大萧条時期中活跃于美国中西部的一名银行抢匪和美國黑幫。出生於美國印地安那州印第安納波利斯的他，可說是一个十分危险的罪犯，曾被指控与数名東芝加哥 (印地安納州)的警官死亡有關，但都沒有定罪。他與一群名叫迪林傑幫的人合作，計劃过針对至少24家银行和4家警察局的抢劫，並曾两度越狱。在這一系列的犯罪中，至少有超過10人因此喪生或輕重傷，包括監獄管理人員、警察、調查局探員、其他組織的黑幫以及一般民眾。儘管受到警方等人的厭惡，甚至被當時美國调查局（後來改組為联邦调查局）冠上「頭號公敵」（「Public Enemy No.1」）的稱號，但是当时人们却仍对他尊崇有加，认为他是现代罗宾汉， 而其发迹和成名也离不开当时美國大萧条和禁酒令的社会背景。
在1934年，包括邦妮和克莱德、凯特·巴克（人称“巴克妈妈”）、「娃娃臉」尼爾森、「漂亮男孩」弗洛伊德以及約翰·迪林傑等罪犯都受到了媒体的关注，媒體大規模地報導并渲染其作案事件。面對这些罪犯的猖獗活动，約翰·埃德加·胡佛开始推动聯邦調查局的发展与完善，以便打擊這些組織犯罪。
隨著聯邦調查局密切地追查，約翰·迪林傑在其最後一年內不斷跨州逃亡。並曾在逃跑時負傷，前往其父親的家中靜養。1934年7月22日，由於警察和聯邦調查局探員自安娜·卡帕那斯手中得知有關約翰·迪林傑的重要情報，由梅尔文·珀维斯所帶領的警察和探員們包圍了芝加哥的传奇剧院門口，企圖在電影散場時逮捕迪林傑。迪林傑發現了埋伏，很快持槍逃到了附近的小巷中，但最後仍遭击毙。但由于其震惊世人的犯罪行为，他在死后仍不时被人提及，尤其是他的越狱和抢劫事迹，已经成为了都会传奇之一。

## 早年

### 家庭背景
1903年6月22日，约翰·迪林杰出生于印第安纳州印第安纳波利斯的橡树山（Oak Hill），為约翰·威尔森·迪林杰（John Wilson Dillinger，1864年7月2日 ─ 1943年11月3日）和玛丽·艾伦·兰卡斯特（Mary Ellen "Mollie" Lancaster，1860年 ─ 1907年）两个年輕孩子中的老二。 一些傳記作家考證後指出，约翰·迪林杰的祖父馬蒂亞斯·迪林杰（Matthias Dillinger）於1851年自今法國洛林梅斯的德語區移民至美國。祖父馬蒂亞斯·迪林杰出生於德國薩爾，也因此約翰·迪林傑擁有德國人的血統。1887年8月23日，約翰·迪林的雙親於美國印地安那州的馬里昂縣結婚，他父親为一家杂货店老板。根据报道，約翰·迪林傑的父親是一个很苛刻的人；在一次采访中，老迪林杰表示自己严格遵守行事准则，并且相信“棍棒底下出孝子”（“Spare the rod and spoil the child”）。
1889年3月6日，约翰·迪林杰的姐姐奥德瑞·迪林杰出生。她于其母去世的同年——1907年時，嫁给了艾莫特·汉考克（Emmett "Fred" Hancock），這年约翰·迪林杰年僅4歲。 次年，奥德瑞·迪林杰生下了她與艾莫特·汉考克的第一个孩子，之後他們夫妻倆一共生下了7個孩子，並共同居住於印第安纳州。最後奥德瑞·迪林杰於1987年3月的印第安纳波利斯逝世，享年98歲。直到父亲在1912年5月23日於印地安納州摩根郡、与伊丽莎白·费尔德（Elizabeth "Lizzie" Fields，1878-1933）再婚之前，迪林杰都是由他的姐姐照顾长大。 最初，迪林杰並不喜歡她的新繼母，但據說最後還是深深的喜歡上她。 約翰·迪林杰的父親（約翰·威爾森·迪林杰）和繼母（伊丽莎白·费尔德）共有三名孩子，分別為休伯特·迪林杰（Hubert Dillinger，1914年 ─ 1974年5月）、多麗絲·迪林杰（Doris M. Dillinger，1917年12月12日 ─ 2001年3月14日）和法蘭·迪林杰（Frances Dillinger，1922年 ─ 2015年1月13日）。

### 成长及婚姻
迪林杰在公立学校上了至少7年課程。在此期间，他经常因为斗殴、偷竊等違背規定的事情而惹上麻烦，又因为其“混乱的人格”及時常霸凌弱小同学的劣迹令人侧目。 最终已16歲的迪林杰选择了退学，並为印第安纳波利斯的一家五金店工作。尽管對這單調的工作表現的十分努力，但他经常会整晚前往各大聚會放纵，这使得他父亲担心城市的环境最终会毁了儿子。1920年，父亲敦促迪林杰搬到摩斯维尔。 尽管换了新环境，迪林杰性格如同過去日子一般通滿野性及叛逆性。1922年，在因一次偷车被捕后，他的父親与他断绝了关系。 为了摆脱麻烦，迪林杰选择加入美国海军服役；但数個月后，他又趁着服役的舰船停靠在波士顿的机会，擅离职守自行離開軍隊，这使得军队决定以逃兵的名義将其除名。 迪林杰回到摩斯维尔後，他與16歲的贝瑞·伊萨·霍维斯（出生于1906年8月6日）邂逅。1924年4月12日，两人在马丁维尔结婚。但是他却无法维持一份稳定的工作，同時也无法保住婚姻， 两人最终于1929年6月20日以离婚收場。
由于找不到工作，迪林杰和他的朋友艾德·辛格顿（Ed Singleton）兩人共同策划抢劫計劃， 两人从當地的一家杂货店中抢走了120美元。但在逃离现场时，一位牧师认出了他们并向警察举报。次日两人便被逮捕，辛格顿坚称无罪，而迪林杰在父亲的劝说下坦承罪行， 兩天後，迪林傑就被抓獲，搶劫、傷人兩項重罪等著他。法庭上，迪林傑先是否認一切罪行，但法官允諾若他認罪將得到寬大處理。迪林傑的父親也勸他坦白一切，迪林傑照做了，結果，他得到了該罪名下的最大刑期——入獄10年。在押运到监狱途中，約翰·迪林傑曾试图逃跑，但很快就被抓了回来。

## 犯罪生涯

### 狱中
迪林杰在设于密歇根市的印第安纳州立监狱中正式开始他的犯人生活，但他也在這裡學習了更多的犯罪技術。在被判入狱后，他曾说：“等我出来时，我将成为你们见过的最卑鄙的暴徒。” 在監獄進行身體檢查時，發現他患有淋病，而治療病情的過程令他十分痛苦。他从此开始怨恨社会，在這長期的有期徒刑中開始和其他罪犯为伍，並與蒙夕的哈瑞·皮尔波特和特雷霍特的罗塞尔·卡拉克等經驗豐富的银行劫匪相互結識。他们教会迪林杰如何成功地实施犯罪，三人並决定获释后就要大干一场。 約翰·迪林傑亦在獄中仔細研究銀行的制度及赫爾曼·拉姆的搶劫方法，並廣泛應用於他之後的犯罪生涯中。
迪林杰的父亲努力奔走协助他提早释放，最终获得一份有188人签字的请愿书。1933年5月10日，1933年5月22日，迪林傑獲假釋出獄，出獄後他的行動目標就是拯救繼續待在牢里的朋友們。迪林傑急需用錢買槍，此時的美國正處在大蕭條之中，工廠倒閉，銀行破產，工人失業。對於迪林傑來說，要找錢，只有一個字：搶，于是他很快重蹈犯罪覆辙，在同年9月22日抢劫了俄亥俄州布拉夫顿的一家银行。 但他短时间内就被代顿警方追踪到，并在俄亥俄州利马郡被捕再次入狱。在入狱前的检查中，警方从他身上搜出了一份越狱计划（迪林杰负责协助皮尔波特、卡拉克以及其他六个同监狱（又多是曾於監獄洗衣房共同工作）的人越狱，他让朋友偷运来福枪到他们的牢房以实现這項越狱計劃）。在警方進行审讯时，他们要求迪林杰解釋这个文件的含义，却遭到他的拒绝。
10月12日，即約翰·迪林傑其重新被捕入狱后第4天，三名越狱者攜帶非法槍枝于来到利马。他們自称是印第安纳州警察局的警官，前来引渡迪林杰。当地治安官要求他们出示相关文书，他们便开枪導致兩位治安官中彈死亡，之后成功解救出迪林杰。四人隨後潜逃回印第安纳州，和其他人会合。 这些人也被称作“最初的迪林杰帮”，包括有哈瑞·皮尔波特、羅塞爾·卡拉克、查尔斯·马克里、小爱德华·W·绍斯（Edward W. Shouse, Jr.）、哈利·克普兰（Harry Copeland）、詹姆斯·克拉克（James Clark）、沃尔特·戴崔茨（Walter Dietrich）以及约翰·汉密尔顿。

### 银行劫案

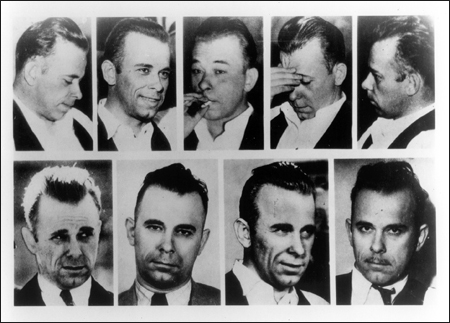
约翰·迪林杰的不同樣貌。

尽管約翰·迪林傑並没有触犯联邦法律，調查局（BOI，联邦调查局的前身）仍被请来协助调查确认罪犯。这是联邦调查局首次在权限范围及非管轄範圍外外侦办案件。透過先进的指纹识别技术，他们很快确认了所有嫌疑人的身份，并在全国范围内悬赏抓捕。
与此同时，迪林杰帮開始进行了一系列银行抢劫。第一次銀行搶案是於1933年6月10日、俄亥俄州克拉克縣的國家銀行，總共搶了將近10600美元左右，之後改前往於印第安纳州和俄亥俄州的各地犯案。其中最成功的一次手段，是約翰·迪林傑乔装成为银行生产报警系统的公司的销售代表。据报道，他成功进入了印第安纳州和俄亥俄州的数个银行中，藉此得以了解银行的安保系统并确定抢劫的有利目标。还有一次，迪林杰帮假装成剧组人員，彷彿正在为一场「银行劫案」的戏寻找拍摄地点。结果旁观者在一旁笑着观看了一场真实的劫案，而迪林杰一夥則是真的将银行洗劫並順利逃走。這些故事除了表現出約翰·迪林傑大膽行徑外，亦可看出當時他們一夥人的於大蕭條時期的活躍地犯罪舉動。
根据推断，迪林杰策划实施了多起银行劫案，涉案金额可能超过30万美元。 這些銀行皆是由約翰·迪林傑與所謂的迪林杰帮共同犯下，包括在1933年7月17日於印第安納州戴爾維爾的商業銀行（The Commercial Bank）搶劫了3500美元；1933年8月4日於印第安納州蒙彼利埃的蒙彼利埃國家銀行（Montpelier National Bank）搶劫了6700美元；1933年8月14日於俄亥俄州布拉夫頓的布拉夫頓銀行（Bluffton Bank）搶劫了6000美元；1933年9月6日於印第安納州印第安納波利斯的馬薩諸塞大街國家銀行（Massachusetts Avenue State Bank）搶劫了21000美元；1933年10月23日於印第安納州綠堡的中歐國家銀行和信託有限公司（ Central National Bank And Trust Co.）搶劫了74000美元；1933年11月20日於威斯康辛州拉辛美國銀行及信託有限公司（American Bank And Trust Co.）搶劫了28000美元；1933年12月13日於伊利諾州芝加哥的統一信託儲蓄銀行（Unity Trust And Savings Bank）搶劫了8700美元；1934年1月15日於印第安納州東芝加哥的第一國民銀行（ First National Bank）搶劫了20000美元；1934年3月6日於南達科他州蘇瀑的國家銀行和證券信託有限公司（Securities National Bank And Trust Co.）搶劫了49500美元；1934年3月13日於愛荷華州梅森城的第一國民銀行搶劫了52000美元；1934年5月4日於俄亥俄州福斯托里亞的第一國民銀行搶劫了17000美元；1934年5月4日於印第安納州南本德的全國招商銀行（Merchants National Bank）搶劫了29890美元。 而在一個即可能為都会传奇的故事中，約翰·迪林傑甚至還搶了1000袋的和平紀念硬幣,已經成為了都會傳奇之一。
为了方便抢劫，他们袭击了警方位在印地安納州奧本和秘魯的兩座武器库，抢走大量的機槍、步槍、手槍、槍枝的各式彈藥以及防彈背心等，隨後前往芝加哥躲避警察的追緝。 1933年12月14日，迪林杰帮的成員約翰·漢密爾頓殺害了一名警探。一個月後的1934年1月15日，約翰·迪林傑帶領著夥伴們搶劫位於東芝加哥的第一國民銀行，在搶案過程中警官威廉·奧馬利（William O'Malley）遭殺害。儘管真正兇手仍尚有疑雲，約翰·迪林傑仍因謀殺罪而遭控訴，但在法庭上針對約翰·迪林傑是否有參與搶案仍抱持著爭論。 同時，警察再次開始試圖封鎖芝加哥企圖隨時準備逮捕約翰·迪林傑，但仍遭被逃亡成功。迪林杰帮首先前往佛羅里達州躲藏，隨後轉至德克薩斯州艾爾帕索的加德納飯店（The Gardener Hotel）暫時休息。之後警方決定以優勢的警力封鎖邊界，以阻止迪林杰帮透過聖達菲大橋（The Santa Fe Bridge）抵達墨西哥華雷斯城；最後，約翰·迪林傑於亞利桑那州的圖森止下了腳步。

### 逃亡

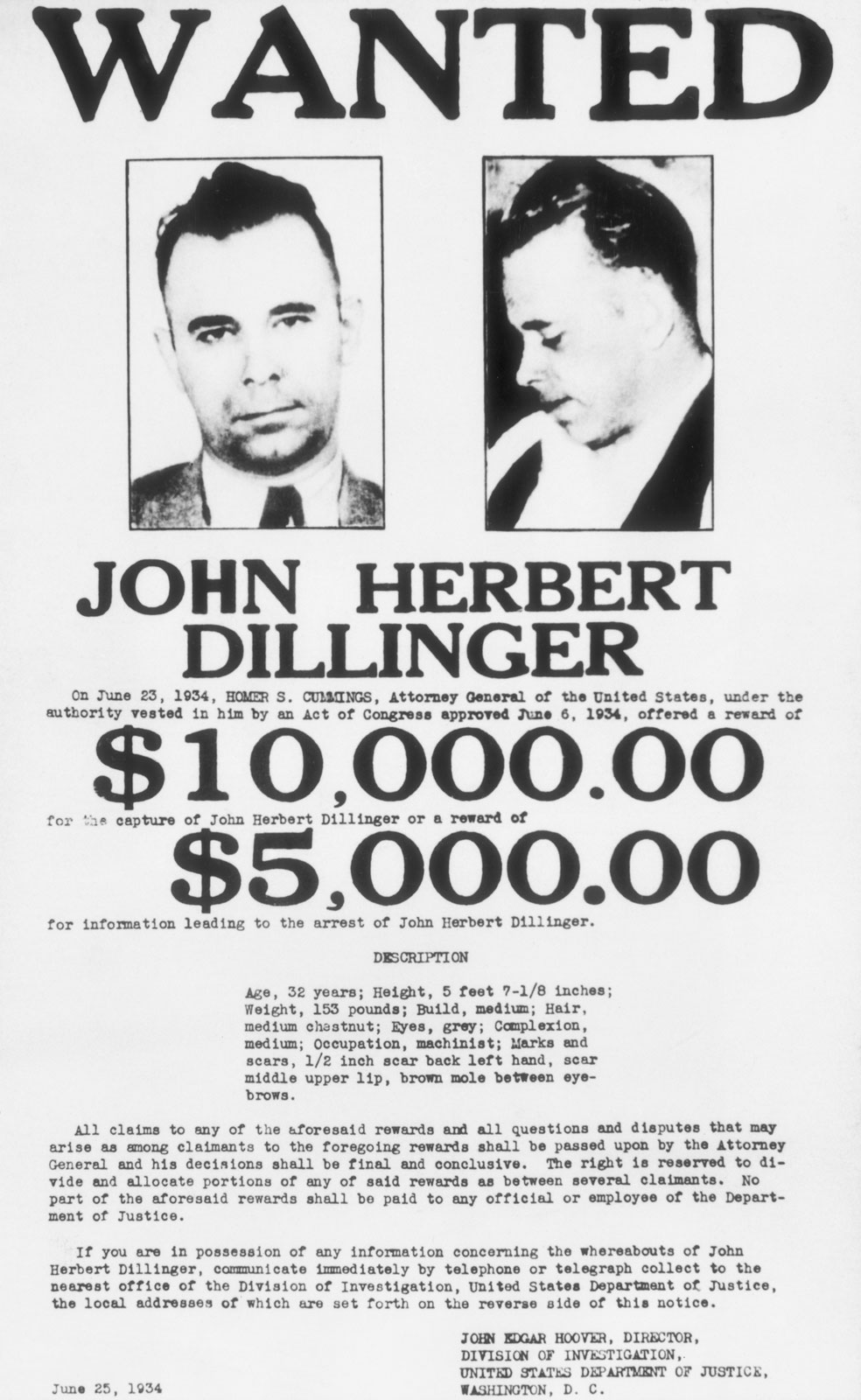
調查局發放的约翰·迪林杰通缉令。

由於迪林杰帮所下榻的国会饭店发生了大火，迫使他们不得不拋棄個人行李，狼狽的自窗口由雲梯車的梯子救下來。之后查尔斯·马克里付给消防员12美元帮助他们取回行李，這也让消防员有机会看清迪林杰帮的数位成员。后来他们從大眾雜誌《True Detective》中认出了查尔斯·马克里和小愛德華·W·紹斯，并馬上向警方举报看到他們倆和他們的同夥。最後迪林杰帮中，包括哈瑞·皮爾波特、查爾斯·馬克里、罗塞尔·卡拉克、小愛德華·W·紹斯以及他們的領導人迪林杰共5人都被警方拘留。 警方也发现他们持有超过25000美元的现金，以及共3挺冲锋枪、6挺机枪。 直至今日，圖森每年都會為紀念這歷史性的逮捕而舉辦「迪林傑日」，並重新演出當年迪林杰帮遭大舉逮捕的場景。
迪林杰幫的成员被引渡至印第安纳州接受审判，被暂时关押在克荣珀恩特监狱中。之後除了約翰·迪林傑仍被收押於監獄外，迪林杰幫的其他成員隨後轉至俄亥俄州送审。迪林杰被指控在东芝加哥谋杀了警官威廉·奧馬利，另外兩名成員哈瑞·皮尔波特和查尔斯·马克里則被指控謀殺警長傑斯·薩伯（Jess Sarber），在證詞中則明確指出哈瑞·皮尔波特和另外5名男性成員將其殺害。警方則向當地媒體大舉宣傳這次逮捕，並吹噓說想從監獄裡逃出是不可能的；而为了防止迪林杰越狱，警方亦增派了大量人手。儘管如此，迪林杰在他的辯護律師路易斯·皮奎特（Louis Piquett）幫助下，悄悄地雕刻出一把木制手枪，並涂上鞋油以假装成真枪。他用它成功欺騙一名獄警，藉此強迫他開鎖。 隨後陸續挾持了兩位警衛，將剩下的獄警強迫他們靠在一起並反鎖之。臨走時，约翰·迪林杰對遭他反鎖住的獄警們說：「看看我是如何鎖上你們這群猴子的？沒有什麼，只是靠這一小塊木頭而已。好了，過了這麼久了，孩子們，我要繼續前進了。」为了逃避追捕，迪林杰驾驶自當地警長莉莉安·霍利（Lillian Holley）偷来的新福特汽車跨州逃亡，這使得莉莉安·霍利和當地城鎮的關係一時尷尬起來。 然而由於约翰·迪林杰駕著偷來的車私自跨越州界，代表著他違反了《聯邦機動車輛竊盜法》（The Federal Motor Vehicle Theft Act），這也使得调查局（BOI）得以介入此案。而當發現约翰·迪林杰所開著的汽車遺棄至芝加哥時，调查局便立刻接手此案件。隨後，约翰·迪林杰便由當地陪審團起訴，而調查局也展开了全国范围的大搜捕。
在芝加哥，迪林杰和女友伊芙琳·弗莱切特一起生活。他们前往明尼苏达州的圣保罗與迪林杰幫的成员約翰·漢密爾頓碰头，兩人決定共組犯罪集團並結識了其他罪犯，包括“娃娃脸”尼尔森、霍默·范·梅特、湯米·卡羅爾、約瑟夫·福克斯（Joseph Fox）、喬·伯恩斯（Joe Burns）、詹姆斯·詹金斯（James Jenkins）、約翰·保羅·蔡斯、查理·費雪（ Charles Fisher）和艾迪·格林等人。但他们所居住公寓的房东開始产生了怀疑，并于1934年3月30日向調查局探员报告。該公寓经过监听後，调查局探员判定迪林杰就居住在公寓中。 在詢问一位正进入公寓的迪林杰幫成员时，探員得身分遭到懷疑，他向探员开枪并馬上躲到一扇门后。整个迪林杰幫开始向探员开枪，并在支援警力到来前从備用的后门逃跑。隨後他们抢夺了一辆卡车，開到另一位集團成员艾迪·格林的家中。這時，迪林杰在逃跑途中负伤，急需医治。他和女朋友則到他父親在摩斯维尔的家中静养，並待在那裡直到傷口痊愈。然而，弗莱切特在一次回芝加哥拜訪朋友时被逮捕，但她拒绝交待迪林杰的下落。在被逮捕的當時，身為男朋友的約翰·迪林傑在街對面看到這一切，一度想試圖救伊芙琳·弗莱切特出來，但是被約翰·漢密爾頓的女友攔下。儘管最後約翰·迪林傑並沒能立即拯救伊芙琳·弗莱切特，但他還是駕駛車輛跟蹤逮捕女友的警車，並曾多次進入警局看看是否有救出的可能性。
迪林杰之后為了重整勢力，很快重新开始犯罪。他和霍默·范·梅特抢劫了在印第安纳州沃沙的一个警察局，取得了足夠的槍枝以及防彈背心。隨後為了躲避追緝，約翰·迪林傑和在一次於愛荷華州梅森城 (艾奥瓦州)的搶劫中受傷的約翰·漢密爾頓共行。他们来到密歇根州，并在那休息了一段時間。隨後，約翰·迪林傑得到密告說调查局已經開始率領人馬前往小鎮，兩人隨即在探員到来的前幾天逃走。

## 最后歲月

### 小波希米亚旅舍

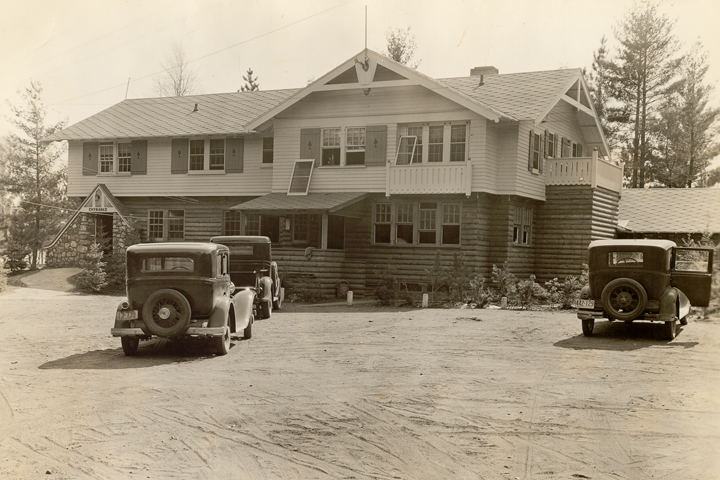
位於威斯康星州馬尼托什的小波希米亚旅舍。

1934年4月，迪林杰幫成员躲藏在威斯康星州馬尼托什的小波希米亚旅舍。儘管他们已經向店主爱默尔·瓦那卡（Emil Wanatka）保证他们不会惹麻烦，但是為了防止店主家人們告密，無論是在店主离开或者通电话时都时時刻刻监视着他們。最後，店主爱默尔·瓦那卡的妻子南（Nan）和她的哥哥成功躲开跟蹤她們倆的“娃娃脸”尼尔森，向芝加哥的检察官办公室投信检举，检察官办公室很快联系了调查局。数日后，由休·克雷格（Hugh Clegg）和梅尔文·珀维斯带领的一支队伍趁清晨靠近了旅舍。儘管两只看门狗叫了起来，但迪林杰幫成员经常听到瓦那卡一家的狗嚎叫，以至于他们没有想到外出侦察一下。直到调查局探员错误的击倒一位當地居民和两位正將把卡車開出旅舍的无辜平民保護隊卡車工人后，这些犯罪分子才意识到调查局探員的到来。 儘管調查局探員緊緊包圍著旅舍，但仍被迪林杰幫成员以各種方式逃脫，最後並沒有人遭到逮捕。而在双方經過短暂的交火后，W·卡特·鲍姆（W. Carter Baum）探员在枪战中被正掩護集團成員而暫時留下的“娃娃脸”尼尔森射杀。
逃亡的第二天，約翰·迪林傑、霍默·范·梅特和約翰·漢密爾頓都逃到了明尼蘇達州黑斯廷斯。但這時約翰·漢密爾頓在逃亡時遭致命傷，約翰·迪林傑以及霍默·范·梅特趕緊把他送至約瑟夫·P·莫蘭，但約瑟夫·P·莫蘭拒絕治療約翰·漢密爾頓。最後他死於1934年4月30日，約翰·迪林傑、霍默·范·梅特和另一成員艾尔文·卡皮斯將其埋葬。約翰·迪林傑以及霍默·范·梅特遇到了湯米·卡羅爾，然而3人躲藏到了5月時便花光了所有的積蓄。6月7日，3人再次與探員和警察發生槍戰，湯米·卡羅爾死在這次槍戰中。約翰·迪林傑和霍默·范·梅特遇見了「娃娃臉」尼爾森，他們決定先躲藏一個星期。
1934年7月夏天，迪林杰仿佛人间蒸发般，调查局完全没有确切的线索能追查他。而实际上，他逃到了芝加哥，并化名为吉米·劳伦斯（Jimmy Lawrence），這名字來自於威斯康辛州的一位銀行搶犯。他找到了银行职员的新工作，还擁有了一个新女友，名叫波莉·哈密尔顿（Polly Hamilton）。由於約翰·迪林傑極力掩飾其過去，波莉并不知道他的真实身份，而波莉·哈密尔顿最後也因窩藏罪犯之名義服了兩年的徒刑。在芝加哥這個大都市中，迪林杰完全隐匿了一段时间，但他不知道的是，联邦调查局的搜捕网慢慢收拢于芝加哥。当他们最终在芝加哥的街道上找到了血跡斑斑的迪林杰逃跑時用的车輛时，他们十分确定他就在这里。

### 红衣女郎
联邦调查局局长约翰·埃德加·胡佛组成了专门抓捕迪林杰的特别行动任务组，总部直接设在芝加哥。7月21日，住於印第安納州加里的妓女安娜·卡帕那斯（Ana Cumpănaș）联系了警方。由於來自羅馬尼亞的安娜·卡帕那斯被列為「低品德」（low moral character）的威脅等級，因此她隨時都有可能被被強制遣返回國。 於是，她表示願意提供許多有關迪林杰的消息，来换取她在美国的居留权。調查局答應她這要求後，她便立刻告诉调查局探员迪林杰正和另外一个妓女波莉·漢密爾頓（Polly Hamilton）時時刻刻在一起。而在次日，她将和他们一起去看电影。她同意穿着橙色衣物，這在劇院的燈光下有如红色一般，以保证警方能够在剧院前认出她。 但她並不確定她們可能會去哪家劇院觀賞電影，她說可能是传奇剧院或者是馬布羅劇院。
負責前往劇院追緝約翰·迪林傑的隊員由聯邦探員，以及從芝加哥郊外調來的警察部隊人員組成。其中，芝加哥警方的人員被排除於團隊之外，因為有人認為芝加哥警方已經失去保密度，不能夠被信任。為了防止警員們尷尬地埋伏到錯誤地點，警方被分派成兩個小組，於當日分別封鎖倆可能地點。7月22日時，一隊被派往的城市西邊的馬布羅劇院，而另一隊則包圍了北林肯大道的2433號的傳奇劇院北側街道。在便衣探員們正在部屬時，傳奇劇院的經理誤以為探員們可能為搶匪並要搶劫電影院。他立刻向芝加哥警方報案後，調查局探員被迫得將這次埋伏告訴給芝加哥警方，探員隨後也告訴劇院經理說劇院裡將會出現一位重要目標。

### 傳奇劇院和身死

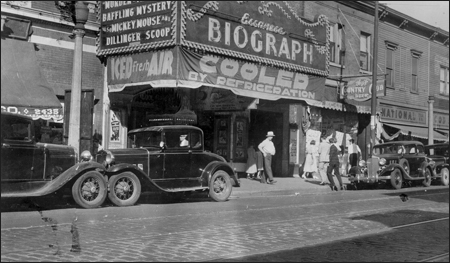
1934年的传奇剧院，由联邦调查局拍摄于約翰·迪林傑死后數天。

7月22日，约翰·迪林杰決定和女友共同觀賞警匪片《俠友》，他和女友波莉·漢密爾頓（Polly Hamilton）以及「紅衣女郎」安娜·卡帕那斯共同前往位於芝加哥林肯公園附近的传奇剧院。 一確定约翰·迪林杰進入劇院後，負責探員之一的塞繆爾·A·坎尼（Samuel A. Cowley）立即連絡了約翰·埃德加·胡佛。胡佛建議他們於外面等候，而不是進入一家擁擠的劇院中冒險槍戰。他也告訴探員們並不需要一直把自己置於危險之地，而如果约翰·迪林杰有任何反抗舉動的話，任何人都有權直接射擊第一發子彈。等到影片散場後，特別探員梅爾文·珀維斯便站在門前想要直接逮捕他。约翰·迪林杰出來後，他暗示约翰·迪林杰拿走他點燃的雪茄。 之後梅爾文·珀維斯和其他探員回報說，约翰·迪林杰先是轉頭注视那些往他走過來的調查局探員，視線掃了一下對面的街道後，直接離開他的女友並把手伸入口袋中，但並沒有掏出武器；隨後约翰·迪林杰逃入附近的一條巷子內。

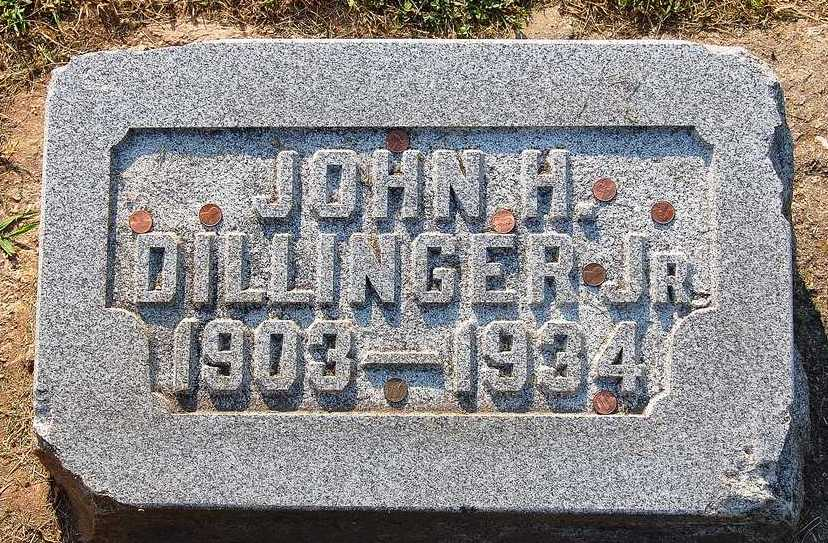
約翰·迪林傑位在印第安纳州印第安纳波利斯的皇冠山墓地坟墓。

三位調查局探员首先开枪，打出5发子弹。 迪林杰隨即自背部中弹，面朝下的直接倒地。此外，還有兩位女性路人遭流彈射擊至附近的石磚而意外受傷。约翰·迪林杰總共被击中了三枪，两枪射中胸部，兩發子彈的其中一枪直接伤及心脏；而最致命的一枪自脖子后部射入，接著从右眼穿出。三位開槍的調查局探員中，查理·文斯蒂德被相信便是開這致命地貫穿頭部一槍的人。儘管救護車隨即前來，但很明顯地约翰·迪林杰在現場即因槍傷身亡。1934年7月22日22时50分，约翰·迪林杰被阿列西亚兄弟醫院（Alexian Brothers Hospital）宣布死亡。 据调查局说，迪林杰死前並没有留下遗言。 有报道称有人前往傳奇劇院旁的巷子，将手帕和衬衣浸在约翰·迪林杰倒下的血泊当中，作为这次事件的纪念。隨後，其尸体在伊利诺伊州库克郡的太平間中对公众开放。 迪林杰最後埋葬于位在印第安納波利斯的皇冠山墓地第44組批號94號處。
由於有許多人將其墓碑削切下來做為紀念品，因此他的墓碑更換了許多次。

## 电影形象
- 1945年，劳伦斯·蒂尔尼（英语：Lawrence Tierney）於电影《迪林杰（英语：Dillinger (1945 film)）》中扮演迪林杰，该片是首个将迪林杰的犯罪生涯搬上荧幕的影视作品。
- 1957年，在唐·西格爾的作品《娃娃臉尼爾森（英语：Baby Face Nelson (film)）》中，米基·鲁尼飾演“娃娃脸”尼尔森，而列奧·戈登（英语：Leo Gordon）飾演约翰·迪林杰。
- 1959年，电影《调查局故事》（The FBI Story）中，斯科特·皮特斯（Scott Peters）扮演迪林杰，但是由于是个小角色，并没有出现在演职员表上。
- 1969年，由马可·菲尔瑞（英语：Marco Ferreri）執导的影片《迪林杰之死（英语：Dillinger Is Dead）》中，包括迪林杰的真实记录片片段和报纸剪辑。
- 1973年，由约翰·米利厄斯编导的影片《迪林杰（英语：Dillinger (1973 film)）》中，沃伦·奥茨（英语：Warren Oates）扮演迪林杰。该片对犯罪团伙的描写更具同情色彩的眼光，跟当时流行的1967年反英雄电影《我倆沒有明天》一致。
- 1979年，由刘易斯·蒂格（英语：Lewis Teague）执导的影片《红衣女郎（英语：The Lady in Red (1979 film)）》中，罗伯特·康拉德扮演迪林杰，而彭美拉·蘇·馬丹（英语：Pamela Sue Martin）則飾演標題所指的“红衣女郎”。该片讲述了迪林杰被杀前的时刻，其中影片的出卖迪林杰的“红衣女郎”直指波莉，而不是真實故事中的羅馬尼亞裔妓女安娜·卡帕那斯（露易絲·弗萊徹飾）。影片故事中，波莉·漢密爾頓身穿紅色衣服，偷偷暗示調查局探員識別出在劇院的迪林傑。
- 1991年的电视电影《大盜狄林傑》中，由馬克·漢蒙扮演迪林杰。
- 2009年，麥可·曼恩执导了电影，该片由布莱恩·博瑞夫（Bryan Burrough）撰写的《全民公敌：美国最大的犯罪浪潮及FBI的诞生，1933-43》一书改编而成。[35] 在影片故事中，強尼·戴普所飾演的銀行搶匪約翰·迪林傑與克里斯汀·貝爾飾演的FBI探員梅爾文·珀維斯相互對決。故事大體有忠於真實事件，但在一些較重大的歷史上仍有錯誤，如主要犯罪人物的死亡時間就沒完全按照史實，包括「娃娃臉」尼爾森以及「漂亮男孩」弗洛伊德的死。[36]

## 迪林傑幫派成員的罪犯照片

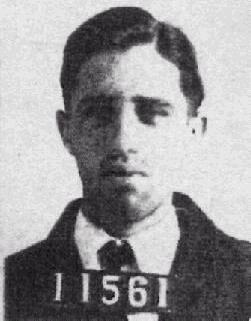
霍默·范·梅特（英语：Homer Van Meter）
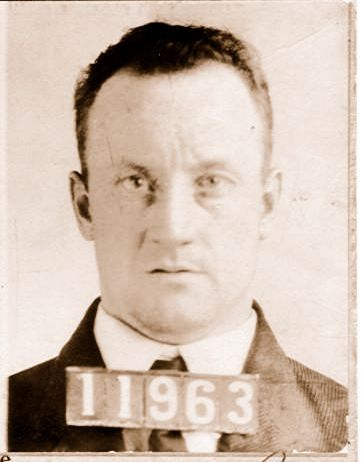
約翰·漢密爾頓
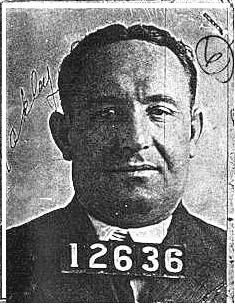
查爾斯·馬克里（英语：Charles Makley）
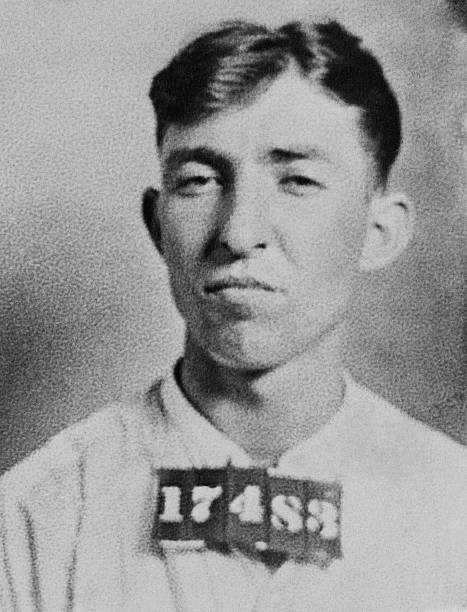
埃迪·格林（英语：Eddie Green (criminal)）
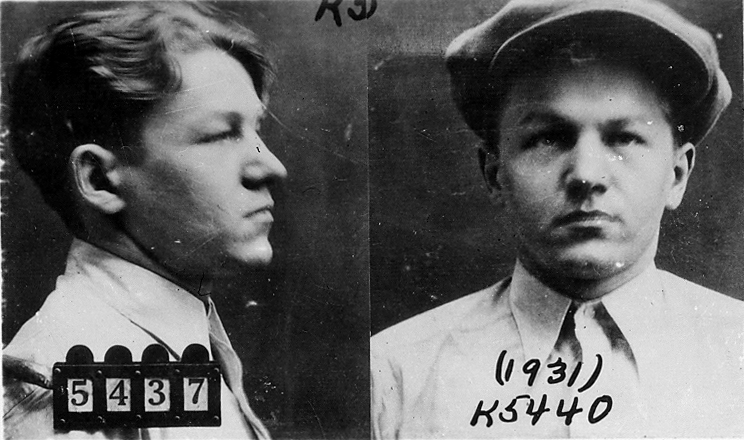
萊斯特·約瑟夫·吉利斯，又名「娃娃臉」尼爾森

## 註解
1. ↑  早在1933年開始，調查局（The Bureau of Investigation，簡稱BOI）開始有要求另外改組的聲浪出現。1935年時，美國司法部在一次向美國國會申請金費時，國會就已承認美國聯邦調查局（Federal Bureau of Investigation，簡稱FBI）。到了1935年3月22日，美國總統富蘭克林·德拉諾·羅斯福在撥款條款中，「聯邦調查局」這名稱正式生效。
2. ↑  原文："See what I locked all of you monkeys up with? Nothing but a little piece of wood. Well, so long, boys. I'll have to be moving on."

## 引用文献
- Anthony DeBartolo. . 《芝加哥論壇報》 （英语）.
- Bryan Burrough. . New York：The Penguin Press. 2004年7月15日. ISBN 1594200211. （原始内容存档于2012年9月24日） （英语）.
- Dary Matera. . Cambridge, MA：Da Capo Press. 2005年5月10日. ISBN 0786715588 （英语）.
- John Willard Toland. . Random House. 1995年3月21日. ISBN 0306806266 （英语）.
- Matt Erickson. . The Times of Northwest Indiana.
- Rick Mattix和William J. Helmer. . 美國紐約: Facts on File. 1998年10月22日: 17. ISBN 0816031606 （英语）.
- Robert Peters. . Seahorse Press. 1983年. （原始内容存档于2017-08-12） （英语）.
- Tony Stewart. . Xlibris Corporation. 2002年10月28日. ISBN 1401053734. （原始内容存档于2011年2月9日） （英语）.
- William Beverly. . Jackson：University Press of Mississippi. 2003年6月23日. ISBN 1578065372. （原始内容存档于2010年3月12日） （英语）.